# Руфін (візантійський єпископ)
Руфін  (грец. Ρουφίνος) — Візантійський єпископ у 284–293 роках.
Обійняв посаду у 284 році після смерті єпископа Дометія.
Помер у 293 році. Його наступником став Проб, син Дометія.